# Protoantofil·lita
La protoantofil·lita és un mineral de la classe dels silicats, que pertany al grup del nom arrel antofil·lita. Com els altres integrants d'aquest grup mineral, la protoantofil·lita és un amfíbol ortoròmbic que es diferencia de la resta de membres per presentar una simetria del grup espacial Pnmm i el magnesi com a element dominants en les posicions B i C.

## Característiques
La protoantofil·lita és un silicat de fórmula química ☐{Mg₂}{Mg₅}(Si₈O22)(OH)₂. Cristal·litza en el sistema ortoròmbic. La seva duresa a l'escala de Mohs és 6. Sol formar cristalls prismàtics elongats en l'eix paral·lel a [001], tot formant cristalls prismàtics aciculars d'uns 10 mm.
Segons la classificació de Nickel-Strunz, la protoantofil·lita pertany a «09.DD - Inosilicats amb 2 cadenes dobles periòdiques, Si₄O11; ortoamfíbols» juntament amb els següents minerals: ferrogedrita, gedrita, holmquistita, protomanganoferroantofil·lita, sodicantofil·lita, sodicferroantofil·lita, sodicferrogedrita, sodicgedrita, ferroholmquistita i ferrooantofil·lita.

## Formació i jaciments
En la seva localitat tipus va descriure's en la zona de metamorfisme de contacte del complex ultramàfic (serpentínic) de Takase. Va trobar-se en un nucli de sondeig de l'escombrera de la mina abandonada de cromita de Takase, al Japó.